# Норман (Північна Кароліна)
Норман (англ. Norman) — місто (англ. town) в США, в окрузі Річмонд штату Північна Кароліна. Населення — 100 осіб (2020).

## Географія
Норман розташований за координатами 35°10′11″ пн. ш. 79°43′23″ зх. д. / 35.16972° пн. ш. 79.72306° зх. д. (35.169812, -79.723183).  За даними Бюро перепису населення США в 2010 році місто мало площу 1,47 км², уся площа — суходіл.

## Демографія
Згідно з переписом 2010 року, у місті мешкало 138 осіб у 54 домогосподарствах у складі 33 родин. Густота населення становила 94 особи/км².  Було 69 помешкань (47/км²).
Расовий склад населення:
| - 59,4 % — білих - 19,6 % — чорних або афроамериканців - 5,8 % — корінних американців - 14,5 % — осіб інших рас |

До двох чи більше рас належало 0,7 %. Частка іспаномовних становила 23,9 % від усіх жителів.
За віковим діапазоном населення розподілялося таким чином: 24,6 % — особи молодші 18 років, 63,8 % — особи у віці 18—64 років, 11,6 % — особи у віці 65 років та старші. Медіана віку мешканця становила 40,5 року. На 100 осіб жіночої статі у місті припадало 89,0 чоловіків;  на 100 жінок у віці від 18 років та старших — 92,6 чоловіків також старших 18 років.
Середній дохід на одне домашнє господарство  становив 25 485 доларів США (медіана — 19 922), а середній дохід на одну сім'ю — 26 584 долари (медіана — 20 625). За межею бідності перебувало 42,4 % осіб, у тому числі 53,3 % дітей у віці до 18 років та 19,0 % осіб у віці 65 років та старших.
Цивільне працевлаштоване населення становило 41 особа. Основні галузі зайнятості: роздрібна торгівля — 29,3 %, мистецтво, розваги та відпочинок — 29,3 %, сільське господарство, лісництво, риболовля — 19,5 %, виробництво — 12,2 %.